# Doodle 4 Google
Doodle4Google为一年一度由Google举办的图标设计大赛，面向全世界的中小学生征集原创的Doodle图标，用于在各种纪念日或节日替换Google搜索主页的标准图标。本比赛于2008年在瑞典开始，至今已有5届。
2014年，Google 更首次於香港舉辦以「如果我是環保英雄…」為題的 Doodle 4 Google 塗鴉比賽，讓全港學生都能發揮無限想像力，畫出充滿環保理念的 Doodle。獲得冠軍的作品將會於 Google 首頁展出 24 小時，讓數百萬的人都能欣賞宣揚環保意識、代表香港創意的特色 Doodle。

## Google Doodle图标的历史
第一个Google Doodle图标原来为拉里·佩奇和谢尔盖·布林在1999年参加火人节所设计，以表示由于他们不在办公室所以系统暂时停止运行。后来庆祝或纪念某些节日时，将当天或随后一段日子的Google搜索主页的图标更换为对应的节日图标，直到现在。
在2000年前，所有Doodle图标都是外包制作，至后拉里·佩奇和谢尔盖·布林请当时的实习生黄正穆（Dennis Hwang）设计Doodle图标，至後來黃正穆成为Doodle图标专职设计师，并有专门的团队设计Doodle图标。
直到2011年2月14日，共更换过1002个Doodle图标。
在2008年，Google公司举办了Doodle4Google比赛以向全世界的中小学生征集Doodle图标设计，经投票，优胜者可获得在其所在地的Google搜索主页展示其作品一天。本比赛在美国，英国，澳洲等地成功举行过。

## 注脚
1. ↑  . Google.   [2014-05-15]. （原始内容存档于2014-05-12） （中文（臺灣））.
2. 1 2  .   [2011-11-19]. （原始内容存档于2014-04-27）.
3. ↑  .   [2011-11-19]. （原始内容存档于2011-11-18）.
4. ↑  .   [2011-11-21]. （原始内容存档于2012-06-05）.
5. ↑  .   [2011-11-19]. （原始内容存档于2014-04-27）.